# 62.ª Divisão de Infantaria (Alemanha)

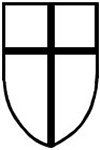
Brasão de armas 61ª Divisão de Infantaria.

A 62ª Divisão de Infantaria (em alemão:62. Infanterie-Division) foi uma unidade militar que serviu no Exército alemão durante a Segunda Guerra Mundial.

## Comandantes
| Comandante                              | Data                                                     |
| --------------------------------------- | -------------------------------------------------------- |
| General der Artillerie Walter Keiner    | ? 1938 - 17 de setembro de 1941                          |
| Oberst von Loefen                       | 01 de setembro de 1941 — 04 de setembro de 1941 m.d.F.b. |
| Oberst Helmut Friebe                    | 17 de setembro de 1941 — 07 de outubro de 1941 m.d.F.b.  |
| Generalmajor Rudolf Friedrich           | 07 de outubro de 1941 — 28 de outubro de 1942            |
| Generalmajor Richard-Heinrich von Reuss | 28 de outubro de 1942 - 22 de dezembro de 1942           |
| Generalmajor Erich Gruner               | 23 de dezembro de 1942 - 30 de janeiro de 1943           |
| Generalleutnant Helmuth Huffmann        | 31 de janeiro de 1943 - 2 de novembro de 1943            |
| Generalmajor Knut Eberding              | 03 de outubro de 1943 — 14 de novembro de 1943 m.d.F.b.  |
| Generalleutnant Botho Graf von Hülsen   | 15 de novembro de 1943 - 10 de março de 1944             |
| Generalmajor Louis Tronnier             | 10 de março de 1944 - 13 de março de 1944                |
| Reformada                               |                                                          |
| Generalmajor Louis Tronnier             | ?? de julho de 1944 - 25 de agosto de 1944               |

## Área de operações
| Polônia                    | setembro de 1939 - maio de 1940 |
| França                     | maio de 1940 - junho de 1941    |
| Frente Oriental, setor sul | junho de 1941 - agosto de 1944  |
| Alemanha                   | agosto de 1944                  |